# Kira Muratova
Kira Georgievna Muratova, rođena Korotkova (na ukrajinskom: Кіра Георгіївна Муратова, Soroca, 5. studenog 1934. – Odesa, 6. lipnja 2018.) - bila je sovjetska i ukrajinska filmska redateljica, scenaristica i glumica poznata po svojem neubičajenom redateljskom stilu.
Rodila se u moldavskom gradu Soroca, koji je tada bio dio Rumunjske, od oca Rusa i majke Rumunjke. Otac joj je strijeljan u Drugom svjetskom ratu. S majkom, koja je bila ginekolog preselila se u Bukurešt. 1954. godine upisala se na VGIK, sovjetski institut za kinematografiju, gdje je studirala režiju kod Sergeja Gerasimova. Diplomirala je 1959., a 1962. udala se za ukrajinskog redatelja Aleksandra Muratova i nastanila se u Odesi u Ukrajini. Prvi dugometražni film „Naš iskreni kruh”, režirala je 1964. godine sa suprugom. Imala je s njime kćer, a poslije se razvela od njega i udala za slikara Evgenija Golubenka, ali je zadržala prezime prvoga supruga. Bila je u Odesi do 1978., kada je zbog sukoba otišla u Lenjingrad, odakle se ponovno vratila u Odesu.
Imala je ozbiljnih problema s cenzurom. Povučeno je nekoliko njenih filmova, jer se nisu uklapali u norme socrealizma i više puta zabranjen joj je rad na više godina. Filmski stručnjak Isa Willinger rekao je da su njena filmska djela pripadala ruskoj avangardi. Problemi su prestali prvo s početkom perestrojke, a kasnije i s krajem Sovjetskog Saveza.
Devedesetih je za Kiru Muratovu započelo izuzetno produktivno razdoblje tijekom kojeg je svake dvije ili tri godine snimala igrani film, često radeći s istim glumcima i ekipom. Dvije glumice koje je Kira Muratova više puta birala su: Renata Litvinova i Natalija Buzko. Njeni filmovi obično su bili produkcije Ukrajine ili koprodukcije između Ukrajine i Rusije, uvijek na ruskom jeziku, iako je Muratova mogla govoriti ukrajinski i nije se protivila ukrajinizaciji ukrajinske kinematografije. Muratova je podržala prosvjednike Euromajdana i ukrajinsku revoluciju 2014.
Filmovi Kire Muratove premijerno su prikazani na međunarodnim filmskim festivalima u: Berlinu, Cannesu, Moskvi, Rimu, Veneciji i drugima. Uz Aleksandra Sokurova, smatrali su je najosebujnijom suvremenom filmskom redateljicom na ruskom jeziku. Njezini radovi mogu se vidjeti kao postmoderna, koji koriste eklekticizam, parodiju, diskontinuirano uređivanje, isprekidano pripovijedanje i intenzivne vizualne i zvučne podražaje. Njegujući potpunu nezavisnost kao umjetnica, Muratova stvara svoje ideje (i ideale) savršenstva i nesavršenstva, podsvjesnog i dekadencije, te istovremeno preispituje zamagljene granice među njima. Njena paradoksalna vizija kombinira istančan humor i duboku tugu, te se igra s razlikama i sličnostima između poezije i okrutnosti, nježnosti i grubosti.
Godine 1990. bila je član žirija na Venecijanskom filmskom festivalu. Vjerojatno najoriginalniji pristup Kire Muratove je tendencija da dvije ili nekoliko priča stopi u jednu. „Asteničeskij sindrom” počinje s 40-minutnim uvodom srednjovječne doktorice pobješnjele zbog smrti svog muža (koji podsjeća na Josifa Staljina). Taj film dobio je grand prix žirija na Berlinskom filmskom festivalu.